# Окружной проезд
Окружно́й прое́зд — улица в Восточном административном округе города Москвы на территории районов Преображенское, Перово и Соколиная Гора.

## Описание
Пролегает от промзоны в районе Тюменской улицы (дорога существует вплоть до Мытищинского путепровода, что на Открытом шоссе, но ближе к путепроводу она называется 6-й проезд Подбельского и для проезда длительное время была закрыта железными воротами на бывшей территории 34-го автокомбината — на 2020 год разгорожена: сквозной проезд есть; до станции метро «Черкизовская» сквозного проезда нет) до 5-й улицы Соколиной Горы (её продолжением стала построенная в 2009 г. эстакада над железнодорожными путями Малого кольца Окружной МЖД); после 5-й улицы Соколиной Горы дорога называется уже Улица Уткина. До 1951 года улица Уткина входила в состав Окружного проезда, который тогда продолжался до Шоссе Энтузиастов, однако у обеих улиц сохранена общая нумерация домов.
В районе Щёлковского путепровода к Окружному проезду примыкает Хапиловский проезд.
В районе входящей в 1-ю очередь 4ТК транспортной эстакады над железнодорожными путями Малого кольца Окружной МЖД, соединяющей 5-ю улицу Соколиной Горы и Новый Электродный переулок, — проезд по Окружному проезду после 9-й улицы Соколиной Горы также закрыт — объезд по 9-й улицы Соколиной Горы, улице Бориса Жигулёнкова и 3-й улице Соколиной Горы.
Практически параллельно Окружному проезду идёт Проспект Будённого и улица Бориса Жигулёнкова, а также 1-й Кирпичный переулок и — по другой стороне линии Малого кольца Окружной МЖД — Новый Электродный переулок (продлённый до Московского проспекта и далее, до Измайловского шоссе).
Окружной проезд проходит вдоль линии Малого кольца Окружной МЖД, с его внутренней стороны.
Проезд имеет сквозную (чётную и нечётную) нумерацию только по одной стороне. Нумерация домов начинается от промзоны в районе Тюменской улицы.
Справа примыкают: Лечебная улица, Ткацкая улица, Зверинецкая улица, Измайловское шоссе, Кирпичная улица, Вольная улица, 9-я улица Соколиной Горы, 8-я улица Соколиной Горы, 5-я улица Соколиной Горы.

### Пересекает
- Большая Черкизовская (по Щёлковскому путепроводу) — Окружной проезд проходит под путепроводом.
- Щербаковская улица
- Кирпичная улица
- 8-я улица Соколиной Горы.

### Проходит через
- ТПУ «Черкизово».

## Происхождение названия
Окружной проезд назван в 1951 г. по Малому кольцу Окружной ж. д., параллельно которой проходит.

## История
Окружной проезд расположен в Восточном административном округе на территории района Преображенское, района Перово, района Соколиная Гора города Москвы. Включает в себя бывший Лефортовский проезд и присоединённые к нему новые улицы.

До 1951 г. Улица Уткина входила в состав Окружного проезда, который тогда продолжался до Шоссе Энтузиастов.

## Организация дорожного движения
4-хполостное движение по всей длине: 2 полосы в одну сторону и 2 в другую.
Между перекрёестками с Ткацкой улицей и с Щербаковской улицей на проезде организовано одностороннее движение: от Ткацкой к Щербаковской.
Движение в обратную сторону осуществляется по Вернисажной улице по другую сторону МЦК.

## Перспективы
Существуют планы продления проезда, в ходе развития местных дорог, до соединения с 6-м проездом Подбельского и выходом на Тюменскую улицу. На 2023 год, эти работы ещё не начинались; конкретные сроки не оглашались.

## Здания и сооружения

### Железнодорожные станции
- Черкизово — грузовая станция.
- Платформа МЦК Локомотив.

## Транспорт

### Наземный транспорт
- В зоне доступности от станции метро «Семёновская»:
  - «Окружной проезд, 27»
  - Автобусы: 36, 83, 86, 141, 634, 974

### Железнодорожный транспорт
- Платформа Локомотив МЦК
- Платформа Измайлово МЦК
- Платформа Соколиная Гора МЦК

### Ближайшая станция метро
- Станция метро «Черкизовская».
- Станция метро «Партизанская».
- Станция метро «Семёновская».